# Het nadeel van de twijfel
Het nadeel van de twijfel is een Nederlandse dramafilm uit 1990 van Maarten Treurniet. Het was zijn eindexamenfilm aan de Nederlandse Film en Televisie Academie. Op 3 januari 1991 werd de film uitgezonden door RTL 4. De film werd tweemaal genomineerd voor een Gouden Kalf in de categoriën Beste korte film en Beste actrice.

## Verhaal
Het verhaal draait om Mark, een 30-jarige man wiens vrouw, Jessica, geen kinderen kan krijgen van hem. Uiteindelijk wordt Simon, een oude bekende van Mark, gevraagd om als spermadonor op te treden. Wanneer Jessica zwanger raakt, brengt dat echter de nodige spanningen met zich mee in haar relaties met zowel Mark als Simon.

## Rolverdeling
| Acteur                         | Personage          |
| ------------------------------ | ------------------ |
| Jip Wijngaarden                | Jessica            |
| Huub Stapel                    | Mark               |
| Coen van Vrijberghe de Coningh | Simon              |
| Michiel Romeyn                 | Willy              |
| Kees Prins                     | Presentator        |
| Wivineke van Groningen         | Vriendin op borrel |

## Varia
Een jaar later waren Huub Stapel en Coen van Vrijberghe de Coningh opnieuw samen te zien in de film De onfatsoenlijke vrouw (1991), waarin ze wederom elkaars rivaal in de liefde speelden. Beiden hebben ook de rol vertolkt van Johnnie Flodder.
Eerder speelde Coen van Vrijberghe de Coningh al een hoofdrol in Alaska (1989), de vorige film van producent Els Vandevorst. Maarten Treurniet en Frank Ketelaar waren bij deze vorige film verantwoordelijk voor de mixage.
In de aftiteling wordt First Floor Features bedankt voor een financiële bijdrage. Rond dezelfde periode ondersteunde het filmbedrijf ook andere films, zoals Lost in Amsterdam (1989) en Alaska (1989).